# Sárospatak (distrikt)
Sárospatak är ett distrikt i Ungern. Det ligger i provinsen Borsod-Abaúj-Zemplén, i den nordöstra delen av landet, 200 km öster om huvudstaden Budapest.